# Saint-Lazare (Québec)
Saint-Lazare (auch Saint-Lazare-de-Vaudreuil genannt) ist eine Stadt im Südwesten der kanadischen Provinz Québec. Sie liegt in der Verwaltungsregion Montérégie, etwa 45 Kilometer westlich des Zentrums von Montreal und rund 22 km östlich der Grenze zur Provinz Ontario. Saint-Lazare gehört zur regionalen Grafschaftsgemeinde (municipalité régionale du comté) Vaudreuil-Soulanges, hat eine Fläche von 66,62 km² und zählt 19.295 Einwohner (2011).

## Geographie
Saint-Lazare liegt auf der Wasserscheide zwischen dem Ottawa im Norden und dem Sankt-Lorenz-Strom im Süden. Ersterer ist etwa sechs Kilometer entfernt, letzterer rund zehn Kilometer. Das überwiegend bewaldete Gelände ist leicht hügelig und steigt in westlicher Richtung bis auf eine Höhe von 123 Metern an. Nachbargemeinden sind Hudson im Norden, Vaudreuil-Dorion im Osten, Les Cèdres im Süden, Saint-Clet im Südwesten und Sainte-Marthe im Nordwesten. Hinzu kommt die zu Vaudreuil-Dorion gehörende Exklave Hudson Acres im Nordwesten.

## Geschichte
Das heutige Stadtgebiet gehörte ursprünglich zur Seigneurie Vaudreuil. Die ersten französischsprachigen Kolonisten ließen sich 1812 in der Gegend nieder, um Landwirtschaft zu betreiben. Nach dem Ende des Britisch-Amerikanischen Krieges folgten zahlreiche englischsprachige Veteranen diesem Beispiel. Aus diesem Grund ist Saint-Lazare noch heute zweisprachig. Die Gründung der Gemeinde erfolgte im Jahr 1875, benannt ist sie nach dem Heiligen Lazarus. Seit 2000 ist die Gemeinde Mitglied des Gemeindeverbandes Communauté métropolitaine de Montréal, 2001 erhielt sie den Stadtstatus.

## Bevölkerung
Gemäß der Volkszählung 2011 zählte Saint-Lazare 19.295 Einwohner, was einer Bevölkerungsdichte von 289,6 Einw./km² entspricht. 53,3 % der Bevölkerung gaben Französisch als Hauptsprache an, der Anteil des Englischen betrug 36,5 %. Als zweisprachig (Französisch und Englisch) bezeichneten sich 2,3 %, auf andere Sprachen und Mehrfachantworten entfielen 7,9 %. Ausschließlich Französisch sprachen 19,0 %, ausschließlich Englisch 11,5 %. Im Jahr 2001 waren 72,7 % der Bevölkerung römisch-katholisch, 14,4 % protestantisch und 8,3 % konfessionslos.

## Verkehr
Im nördlichen Teil des Stadtgebiets verläuft die Autoroute 40, die Autobahn zwischen Montreal und Ottawa. Verschiedene Straßen verbinden Saint-Lazare mit den umliegenden Gemeinden. Eine Buslinie der Gesellschaft CIT La Presqu’Île verbindet Saint-Lazare mit dem Bahnhof von Vaudreuil-Dorion; dort besteht Anschluss an die exo-Vorortszüge nach Montreal. Die Bahnstrecke Montreal–Toronto der Canadian Pacific Railway verläuft nahe der südlichen Stadtgrenze, dient aber seit 1960 nur noch dem Güterverkehr.